# Richeza Berška
Richeza Berška (češko Richenza z Bergu) je bila po poroki z Vladislavom I. Češkim od leta 1111 do 1117 in ponovno od 1120 do leta 1125 vojvodinja žena Češke, * okoli  1095, † 27. september 1125.
Bila je hčerka švabskega grofa Henrika I. Berškega in njegove žene Adalajde Mochentalske, hčerke bavarskega mejnega grofa  Diepolda II. Vohburškega. Ime je dobila po materini stari materi Richwari. Okoli leta 1110/1111 se je poročila z Vladislavom, ki je vladal na Češkem od leta 1109. Njena sestra Sofija je bila poročena s přemyslidskim princem Otonom II. Črnim, sestra Salomea Berška pa s pjastovskim  poljskim vladarjem Boleslavom III. Krivoustim. Richeza in Salomea sta zagotovili mir med češkim in poljskim vladarjem.
Vojvodski par je leta 1115 ustanovil benediktinsko opatijo Kladruby. Richeza je dala več donacij tudi opatiji Zwiefalten v svoji švabski domovini. 
Umirajoči Vladislav I. je na prigovarjanje svoje žene leta 1125 za svojega naslednika izbral svojega bratranca, kneza Otona II. Črnega. Po posredovanju njegove matere, ostarele kraljice vdove Svetoslave (Svatave), je izbiro  spremenil in se pobotal s svojim mlajšim bratom Soběslavom.
Ko je Soběslav po Vladislavovi smrti nasledil češki prestol, je morala razočarana Richeza pobegniti iz Češke. Želela se je umakniti v opatijo Zwiefalten, a je na poti 27. septembra 1125 umrla. Pokopana je v opatiji Reichenbach na Bavarskem. Njen najstarejši sin Vladislav je po smrti vojvode Soběslava leta 1140 nasledil praški prestol.

## Otroci
- Vladislav II. (1110? – 1174), češki vojvoda in kralj,
- Děpolt I. (1120/25 – 1167),
- Jindřich (Henrik, † po 1169) in
- Svatava († po 1146), poročena z řezněnskim graščakom Fridrihom Bogenskim.